# Matthias Beck (Theologe)
Matthias Beck (* 1956 in Hannover) ist ein deutscher Pharmazeut, Mediziner, Universitätsprofessor für Moraltheologie, Buchautor und römisch-katholischer Priester und Pfarrer in Wien-Margareten.

## Leben
Beck studierte von 1976 bis 1981 Pharmazie an der Westfälischen Wilhelms-Universität (WWU) in Münster. Nach eigenen Angaben wurde er zu dieser Zeit Junioren-Europameister im Dressurreiten.
Von 1980 bis 1987 studierte er Humanmedizin, ebenfalls an der WWU Münster sowie an der Ludwig-Maximilians-Universität München. Eigenen Aussagen zufolge spürte er im Alter von 25 Jahren einen Eingriff Gottes in sein Leben, welcher ihn nachhaltig prägte. 1985 machte er einen Studienaufenthalt am indischen Medical College in Srinagar. 1988 promovierte Matthias Beck an der WWU Münster im Fach Dermatologie. Zugleich studierte er von 1987 bis 1989 Philosophie auf Bakkalaureat und absolvierte von 1990 bis 1993 ein Diplomstudium der katholischen Theologie an der LMU München. Er promovierte 1999 zum Doktor der Theologie.
Im Jahr 2002 begab er sich auf einen Forschungsaufenthalt an die Georgetown University in Washington. 2007 habilitierte er sich im Fach Moraltheologie im Fachbereich Medizinethik an der Universität Wien. 2007 wurde er in Wien zum außerordentlichen Universitätsprofessor am Institut für Systematische Theologie und Ethik an der Katholisch-Theologischen Fakultät. Beck ließ sich 2011 zum Priester weihen.
Neben seiner Forschungs- und Lehrtätigkeit ist er als Buchautor tätig. Zu seinen bekanntesten Werken zählen die im Styria-Verlag erschienenen Titel „Leben – Wie geht das?“ (2012), „Glauben – Wie geht das?“ (2017) und „Christ sein – was ist das?“ (2017).
Beck ist Mitglied der Österreichischen Bioethikkommission beim Bundeskanzleramt, korrespondierendes der Päpstlichen Akademie für das Leben im Vatikan, der Beratergruppe der Europäischen Bischofskonferenzen in Brüssel (COMECE) und der Europäischen Akademie der Wissenschaften und Künste.
Nach seiner Emeritierung an der Universität Wien übernahm Beck zunächst als Pfarrprovisor, später als Pfarrer die Pfarren St. Josef zu Margareten und Auferstehung Christi im 5. Wiener Gemeindebezirk.

## Werke (Auswahl)
- Seele und Kranksein. Krankheit im Spannungsfeld zwischen psychosomatischer Medizin und theologischer Anthropologie (1998, Promotionsarbeit in Theologie)
- Mensch-Tier-Wesen und andere alternative Quellen für pluripotente Stammzellen (2007, Habilitationsschrift)
- Leben – Wie geht das? (2012)
- Glauben – Wie geht das? (2017)
- Christ sein – was ist das? (2017)
- Krebs. Körper, Geist und Seele einer Krankheit (2017)
- Was uns frei macht. Für eine Spiritualität der Entfaltung (2018)
- Gott finden – Wie geht das? (2020)